# Paradiset, Jakobstad
Paradiset, finska: Paratiisi, är en ö i Finland. Den ligger i Bottenviken och i kommunen Jakobstad i den ekonomiska regionen  Jakobstadsregionen i landskapet Österbotten, i den västra delen av landet. Ön ligger omkring 74 kilometer nordöst om Vasa och omkring 410 kilometer norr om Helsingfors.
Öns area är 8,5 hektar och dess största längd är 0,6 kilometer i sydöst-nordvästlig riktning.